# قرة كنة موسوي
قرة كنة موسوي هي قرية في مقاطعة مراغة، إيران. عدد سكان هذه القرية هو 37 في سنة 2006.